# Wiktor Gruszko
Wiktor Fiodorowicz Gruszko ros. Ви́ктор Фёдорович Грушко́ (ur. 10 lipca 1930 w Taganrogu, zm. 20 listopada 2001 w Moskwie) – funkcjonariusz radzieckich służb specjalnych, generał pułkownik, I zastępca przewodniczącego KGB (1991).

## Życiorys
1949-1954 studiował w Moskiewskim Państwowym Instytucie Stosunków Międzynarodowych, 1954-1958 pracował w ambasadzie ZSRR w Oslo, a 1958-1960 w Ministerstwie Spraw Zagranicznych ZSRR. 1960 przyjęty do KPZR, podjął pracę w KGB, pracował w rezydenturze KGB w Oslo. 1968-1971 zastępca rezydenta KGB w Oslo, 1971-1972 rezydent KGB w Oslo, od sierpnia 1972 do marca 1975 zastępca szefa 3 Wydziału Pierwszego Zarządu Głównego KGB, od marca 1975 do grudnia 1980 szef tego Wydziału. 19 maja 1978 mianowany generałem majorem. Od grudnia 1980 do września 1983 zastępca szefa, a od września 1983 do 20 września 1983 I zastępca szefa Pierwszego Zarządu Głównego KGB. 29 grudnia 1987 mianowany generałem porucznikiem. Od 20 września 1989 do 29 stycznia 1991 szef 2 Zarządu Głównego KGB - zastępca szefa KGB, a od 29 stycznia do 28 sierpnia 1991 I zastępca przewodniczącego KGB, od 13 kwietnia 1991 w stopniu generała pułkownika. 1990-1991 członek KC KPZR. Po upadku puczu Janajewa 24 sierpnia 1991 aresztowany, 10 stycznia 1992 zwolniony ze względu na stan zdrowia. 1994 objęty amnestią Dumy Państwowej. 1996-2001 wiceprezydent SOAO "Russkij strachowoj centr".

## Odznaczenia
- Order Rewolucji Październikowej
- Order Czerwonego Sztandaru
- Order Przyjaźni Narodów